# Monte Aquila (Appennino tosco-emiliano)
Il monte Aquila è una montagna dell'Appennino Tosco-Emiliano alta 1.780 metri.

## Geografia
Ubicata al confine tra Emilia e Toscana, tra i comuni di Corniglio, (Parma), e Filattiera, (Massa-Carrara), in Lunigiana, la montagna è inserita nel contesto del Parco nazionale dell'Appennino Tosco-Emiliano.

## La montagna e i percorsi
Il versante lunigianese del monte è molto scosceso, come capita per tutte le vette della zona, sebbene esistano vari sentieri che dal fondo valle procedono verso la cima. In particolare, si ricorda quello che passa nei pressi di località I Porcili, nelle vicinanze del monte Dongo (1.505 m). Dalle sue acque, sorge uno dei rami del torrente Caprio, affluente di sinistra del fiume Magra.
Il versante parmense digrada più o meno dolcemente verso la pianura, dando la possibilità di giungere al vicino Lago Santo o ai Lagoni, altro specchio d'acqua della zona.